# هیت‌رکورد در تلویزیون
هیت‌رکورد در تلویزیون (انگلیسی: HitRecord on TV) مجموعه‌ای تلویزیونی آمریکایی است که توسط جوزف گوردون لویت ساخته شده‌است. این مجموعه در ۱۸ ژانویه ۲۰۱۴ توسط پیوت در ایالات متحده به‌نمایش درآمد و تا ۳۱ ژوئیه ۲۰۱۵ ادامه پیدا کرد.